# Snohomish County
Snohomish County är ett administrativt område i delstaten Washington, USA. År 2010 hade countyt 713 335 invånare. Den administrativa huvudorten (county seat) är Everett.

## Geografi
Enligt United States Census Bureau har countyt en total area på 5 689 km². 5 411 km² av den arean är land och 278 km² är vatten.

### Angränsande countyn
- Skagit County - nord
- Chelan County - öst
- King County - syd
- Kitsap County - sydväst
- Island County - väst